# Tangará-de-garganta-vermelha
Tangará-de-garganta-vermelha, tiê-vermelho ou sanhaço-de-garganta-vermelha (Driophlox fuscicauda) é uma ave passeriforme de tamanho médio. Esta espécie é um criador residente nas encostas do Caribe, do sudeste do México ao leste do Panamá. Geralmente era considerado um tipo subespécie de sanhaço e classificado nos Cardinalidae.
Os sanhaços-formiga-de-garganta-vermelha têm 19 cm (7,5 in) comprimento e pesar 40 g (1,4 oz). Os machos adultos são vermelho escuro opaco, um pouco mais pálido abaixo, e com uma garganta vermelha brilhante e coroa central. A fêmea é verde-oliva acastanhada, mais pálida e cinzenta abaixo, e com uma garganta amarela e uma pequena faixa amarela na coroa. Os pássaros jovens são marrons e não têm as manchas na garganta e na coroa.
Ambos os sexos desta espécie são mais opacos e escuros do que o sanhaço-de-coroa-vermelha relacionado que ocorre na encosta do Pacífico em sua faixa da América Central.
Ocorre em vegetação rasteira espessa na borda da floresta, segundo crescimento ou plantações abandonadas em altitudes do nível do mar a 600 m (2.000 ft) . O ninho de xícara grande, mas desordenado, geralmente é construído de 1 a 1–3 m (3,3–9,8 ft) alto na forquilha de um arbusto ou árvore, e muitas vezes é decorado com samambaias vivas. A postura normal é de dois ou três ovos brancos postos de abril a junho.
Estas aves são encontradas em pares ou pequenos grupos. Eles comem insetos, artrópodes e frutas como os de Cymbopetalum mayanum ( Annonaceae), e menos frequentemente Trophis racemosa (Moraceae),  e seguirão colunas de formigas de correição, especialmente em terras baixas onde formigueiros são incomuns. O bando fará uma exibição defensiva de asas e caudas abertas para deter potenciais predadores.
Existem seis subespécies conhecidas:
- D. f. salvini - ( von Berlepsch, 1883) : encontrado do leste do México a El Salvador
- D. f. insularis - ( Salvin, 1888) : encontrado na Península de Yucatán (sudeste do México) e norte da Guatemala
- D. f. discolor - ( Ridgway, 1901) : encontrado no nordeste, centro e leste da Nicarágua
- D. f. fuscicauda - ( Cabanis, 1861) : nomear, encontrado do sul da Nicarágua ao oeste do Panamá
- D. f. willisi – Parkes, 1969 : encontrado no centro do Panamá [6]
- D. f. erythrolaema – ( Sclater, PL, 1862) : encontrado no norte da Colômbia